# دبليو. سكوت ويلكينسون
دبليو. سكوت ويلكينسون (بالإنجليزية: W. Scott Wilkinson)‏ هو محامي وسياسي أمريكي، ولد في 5 فبراير 1895 في شريفبورت في الولايات المتحدة، وتوفي بنفس المكان في 19 يونيو 1985. حزبياً، نشط في الحزب الديمقراطي. وقد انتخب عضو مجلس نواب لويزيانا.